# Flowair
FLOWAIR sp. z o. o. – polskie przedsiębiorstwo działające w branży grzewczo-wentylacyjnej HVAC z siedzibą w Gdyni. Założone w 2003 roku przez Macieja Głogowskiego i Marcina Brzezińskiego.

Firma zajmuje się ogrzewaniem, chłodzeniem i wentylacją z odzyskiem ciepła obiektów średnio- i wielkokubaturowych.

## Działalność
FLOWAIR zajmuje się produkcją nagrzewnic wodnych i elektrycznych, kurtyn powietrznych i kurtyno-nagrzewnic, jednostek wentylacyjnych z odzyskiem ciepła i urządzeń typu rooftop. Jest wyłącznym dystrybutorem włoskich nagrzewnic gazowych Robur S.p.A. na rynku polskim. FLOWAIR zajmuje się także kompleksowym doradztwem w zakresie projektowania instalacji grzewczo-wentylacyjnych.
Firma zatrudnia powyżej 100 osób. Przedsiębiorstwo posiada trzy zakłady produkcyjne, z czego dwa znajdują się w Gdyni, a jeden w Opaleniu, których łączna powierzchnia wynosi ponad 6000 m². FLOWAIR działa na 39 rynkach Europy i Azji, m.in. Portugalii, Hiszpanii, Francji, Irlandii, Wielkiej Brytanii, Holandii, Niemczech, Norwegii, Szwecji, Finlandii, Estonii, Łotwie, Litwie, Rosji, Białorusi, Ukrainie, Rumunii, Serbii, na Węgrzech, Słowacji, Cyprze, Słowenii, Chorwacji, Austrii, Armenii, Azerbejdżanie, Turkmenistanie, w Czechach, Kazachstanie, Mołdawii, Mongolii, Islandii, Estonii, Uzbekistanie, Belgii, Turcji, Bułgarii, Iranie i we Włoszech.
W 2017 roku wybudowana przez FLOWAIR nowa siedziba otrzymała główną nagrodę Czas Gdyni w kategorii „najlepsza inwestycja” 2017 roku.

## Historia
Jednym z głównych celów strategicznych FLOWAIR jest wdrażanie innowacji i ulepszeń w branży grzewczo-wentylacyjnej. Po dwóch latach istnienia na rynku, firma dokonała zmiany w wyglądzie i materiale używanym do produkcji obudowy nagrzewnicy wodnej, która jeszcze w roku 1947 produkowana była z blachy stalowej malowanej proszkowo. Nagrzewnica LEO FL (wtedy nosząca nazwę LEO PLASTIC), która powstała w 2005 roku, jako pierwsza na rynku została stworzona w obudowie ABS.
W następnych latach firma zaczęła rozwijać się i ulepszać swoje produkty. Rozwój firmy na przestrzeni lat wygląda następująco:
2003 – pierwsza nagrzewnica wodna LEO STANDARD.
2005 – wprowadzenie nagrzewnicy LEO FL w obudowie ABS oraz rozpoczęcie produkcji nagrzewnicy przeznaczonej do obiektów agrarnych LEO AGRO.
2006 – wprowadzenie nagrzewnicy wodnej LEO FS w całości zakrywającej przyłączeniowe elementy instalacji grzewczej i elektrycznej.
2008 – do oferty zostaje dodana grupa nagrzewnic wodnych LEO FB o szerokim typoszeregu.
2011– produkcja pierwszej na rynku kurtyno-nagrzewnicy ELiS DUO, która łączy w sobie dwa urządzenia: nagrzewnicę oraz kurtynę powietrzną
2013 – wprowadzenie na rynek jednostki grzewczo-wentylacyjnej OXeN. Pierwszego urządzenia bezkanałowego na rynku do wentylacji z odzyskiem ciepła.
2014 LEO – ulepszona wersja nagrzewnicy wodnej wyprodukowanej po raz pierwszy w 2008 roku. Przeznaczona do montażu wewnątrz pomieszczeń o szerokim zakresie mocy grzewczych, z obudową wykonaną ze spienionego polipropylenu (EPP).
2015– wprowadzenie na rynek kurtyny powietrznej ELiS B przeznaczona do montażu w zabudowach sufitowych.
2016 – System FLOWAIR – integracja wszystkich urządzeń FLOWAIR za pomocą jednego inteligentnego sterownika z wyświetlaczem dotykowym.
2017 CUBE – wprowadzenie do oferty kompaktowych urządzeń typu rooftop, tj. Umożliwiających ogrzewanie, chłodzenie i wentylację z odzyskiem ciepła w ramach jednego urządzenia.

## Nagrody i wyróżnienia
FLOWAIR na przestrzeni 15 lat działalności na rynku otrzymał prestiżowe nagrody, m.in.:
- Dobry Wzór 2006 – w kategorii „Strefa Pracy” otrzymała wyprodukowana przez FLOWAIR nagrzewnica powietrzna LEO PLASTIC[8],
- Dobry Wzór 2007 – w kategorii „Strefa Pracy” otrzymała rodzina nagrzewnic wodnych: LEO FB, FL i FS[9],
- Dobry Wzór 2010 – w kategorii „Strefa Publiczna” otrzymała kurtyno-nagrzewnica ELiS DUO[10],
- Dobry Wzór 2013- w kategorii „Strefa Pracy” otrzymała jednostka odzysku ciepła OXeN[11],
- iF product design award 2013 – nagroda przyznana dla nagrzewnicy wodnej LEO FS i aparatu grzewczo-wentylacyjnego LEO KMFS[12],
- Reddot Design Award 2014 – w kategorii „design produktu” otrzymała wyprodukowana przez FLOWAIR bezkanałowa jednostka odzysku ciepła OXeN[13],
- iF Product Design Award 2014 – nagroda przyznana dla jednostki odzysku ciepła OXeN[14],
- Przedsiębiorstwo Fair Play[15] – laureat w latach: 2017 (certyfikat), 2016 (certyfikat i tytuł Ambasador Fairplay w Biznesie dla Macieja Głogowskiego), 2015 (Platynowa Statuetka), 2014 (Platynowy Laur), 2013 (certyfikat i Złoty Laur), 2012 (certyfikat i Srebrny Laur), 2011 (certyfikat i Brązowy Laur), 2010–2006,
- Gazele Biznesu[16] – laureat w latach: 2014-2017.